# Hugues de Lionne

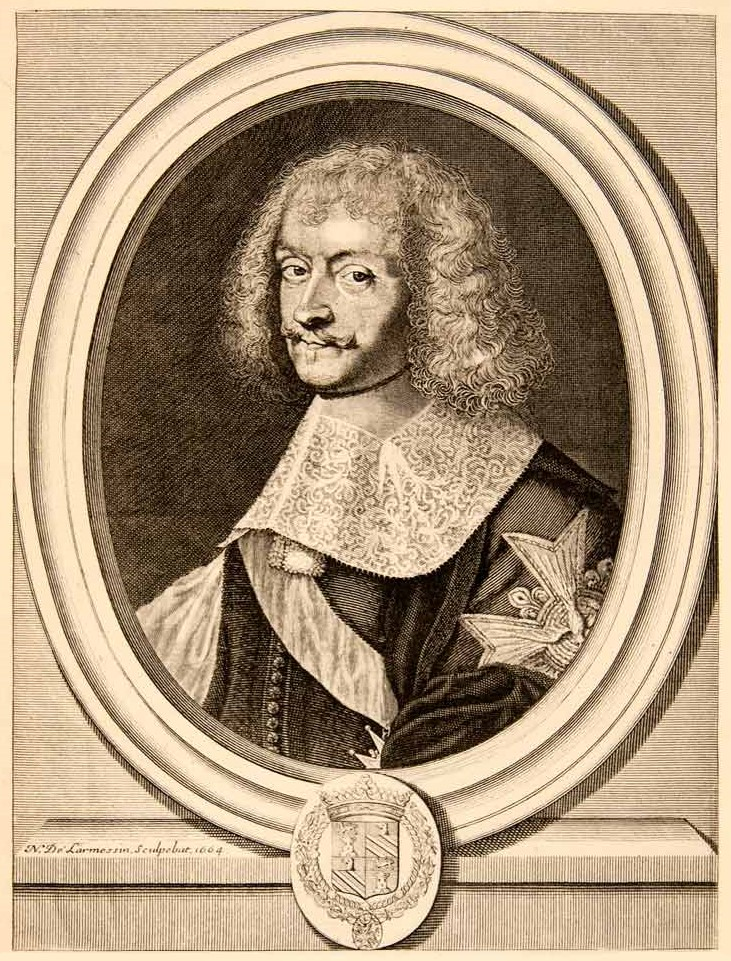
Hugues de Lionne

Hugues de Lionne, Marquis de Berny (* 11. Oktober 1611 in Grenoble; † 1. September 1671 in Paris) war ein französischer Diplomat.
Lionne stammte aus einem Adelsgeschlecht der Dauphiné und war als französischer Gesandter in Münster Teilnehmer am Westfälischen Friedenskongress. 1646 wurde er durch die Gunst Jules Mazarin zum Sekretär der Königin-Mutter Anna von Österreich befördert. 1655 ging er als Gesandter zur Wahl Alexander VII. zum Papst nach Rom. 1657 war er Gesandter in Frankfurt am Main. Lionne war ab 1658 als Gesandter in Madrid bei den Verhandlungen zum Pyrenäischen Frieden tätig, den er maßgeblich beeinflusste. 1663 wurde er Außenminister und genoss das uneingeschränkte Vertrauen von Ludwig XIV., der ihm besondere Gunstbeweise zuteilwerden ließ. Auch die Republik der Vereinigten Niederlande suchte über ihn eine Annäherung an Frankreich. 1666 machten ihm die Amsterdamer Bürgermeister Andries de Graeff, Gillis Valckenier, Hendrick Dircksz Spiegel und Gerard Claesz Hasselaer ein repräsentatives Gemälde Amsterdams von Ludolf Backhuysen zum Geschenk.